# Дельгроссо, Эшли
Э́шли ДельГро́ссо  (англ. Ashly DelGrosso; 9 июля 1982, Денвер, Колорадо, США) — американская танцовщица

.

## Биография и карьера
Эшли ДельГроссо родилась 9 июля 1982 года в Денвере (штат Колорадо, США) в семье бизнесвумен Ким ДельГроссо, став четвёртым ребёнком из восьмерых детей в семье. У Эшли есть два старших брата, старшая сестра и четверо младших сестёр. Все сёстры ДельГроссо, Эйвери Мишель, Эфтон Скай, Отем, ДельГроссо и Эбри Даниэль, также, как и их сестра, танцовщицы.
Эшли начала карьеру в качестве танцовщицы в начале 2000-х годов, позже также снялась в нескольких фильмах.
C 21 октября 2006 года ДельГроссо замужем за телевизионным продюсером Майком Коста. У супругов есть четверо детей: два сына, Эммон Майкл Коста (род. 27 июля 2007) и Инох Дэниел Коста (род. 24 июля 2009), дочь Наоми Коста (род. 2 ноября 2011) и сын Сэмюэль Дэвид Коста (род. 20 декабря 2014).